# Aartsbisdom Trnava
Het aartsbisdom Trnava (Latijn: Archidioecesis Tyrnaviensis, Slowaaks: Trnavská arcidiecéza, of Trnavské arcibiskupstvo) is een in Slowakije gelegen rooms-katholiek aartsbisdom met zetel in de stad Trnava. Het aartsbisdom is samen met de bisdommen Banská Bystrica, Nitra en Žilina suffragaan aan het aartsbisdom Bratislava.

## Geschiedenis

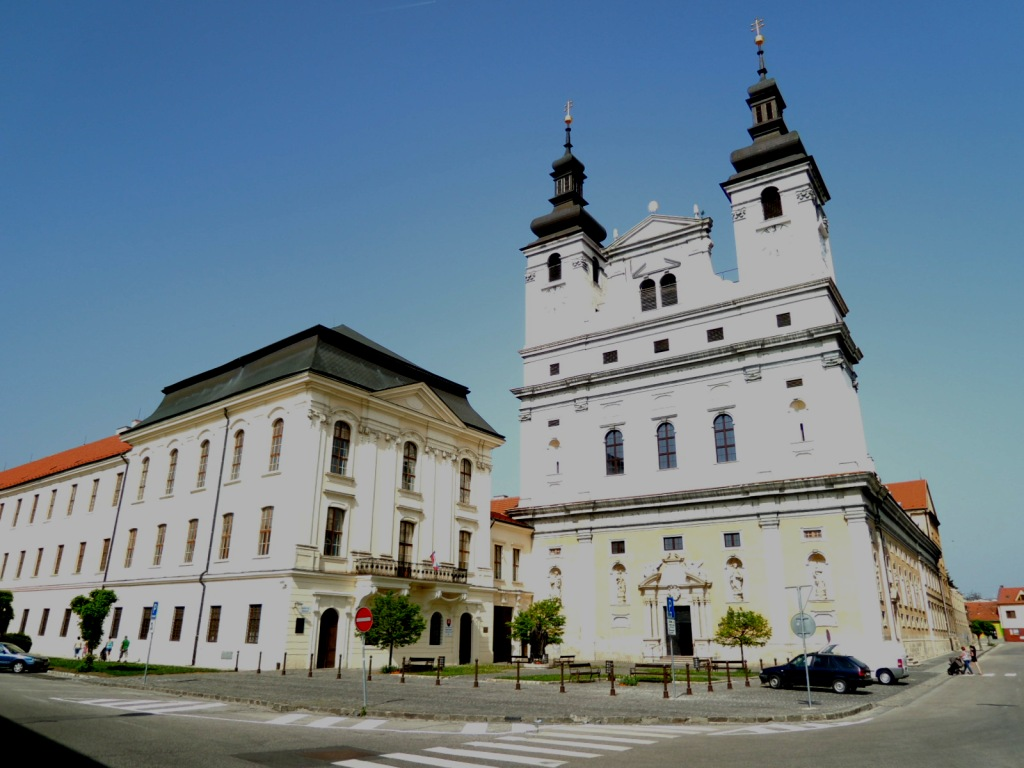
Kathedraal van Trnava

Het gebied van de huidige aartsbisdommen Trnava en Bratislava werd op 29 mei 1922 als Apostolische administratie Trnava afgesplitst van het Hongaarse aartsbisdom Esztergom. Op 30 december 1977 verhief paus Paulus VI de administratie, met de apostolische constitutie Qui divino tot aartsbisdom, met metropolitane zetel in Trnava. De bisdommen Banská Bystrica, Košice, Nitra, Rožňava en Spiš werden suffragaan aan Trnava.
Bij decreet van de Congregatie voor de Bisschoppen werd op 31 mei 1995 de naam van het aartsbisdom veranderd in Bratislava-Trnava en Op 14 februari 2008 splitste paus Benedictus XVI het gebied met de apostolische constitutie Slovachiae sacrorum in het aartsbisdom Trnava en het aartsbisdom Bratislava. Tegelijk werd de metropolitane zetel verplaatst van Trnava naar Bratislava en werd Trnava suffragaan aan Bratislava.

## Bisschoppen

### Administrator
- 1922-1947: Pavol Jantausch
- 1947-1969: Ambróz Lazík
- 1969-1987: Julius Gábriš

### Aartsbisschop
- 1989-2009: Ján Sokol
- 2009-2012: Róbert Bezák CSsR
- 2013-heden: Ján Orosch